# دنیل هوکانسون
دنیل هوکانسون (انگلیسی: Daniel R. Hokanson؛ زادهٔ ۲۷ ژوئن ۱۹۶۳) فرمانده نظامی آمریکایی است، که از ۲۰۲۰ تا ۲۰۲۴ به‌عنوان بیست و نهمین فرمانده گارد ملی ارتش فعالیت می‌کرد.